# NGC 7783
NGC 7783 é uma galáxia lenticular na direção da constelação de Pisces. O objeto foi descoberto pelo astrônomo Albert Marth em 1864, usando um telescópio refletor com abertura de 48 polegadas. Devido a sua moderada magnitude aparente (+13), é visível apenas com telescópios amadores ou com equipamentos superiores. 